# (12064) Guiraudon
(12064) Guiraudon est un astéroïde de la ceinture principale.

## Description
(12064) Guiraudon est un astéroïde de la ceinture principale. Il fut découvert le 28 mars 1998 à Caussols par le projet ODAS. Il présente une orbite caractérisée par un demi-grand axe de 2,57 UA, une excentricité de 0,07 et une inclinaison de 21,5° par rapport à l'écliptique.

## Compléments